# Perjámos (keresztnév)
A Perjámos görög mitológiai eredetű férfinév, Priamosz trójai király nevének középkori alakja, jelentése: megvásárolt, más feltételezés szerint király.

## Gyakorisága
Az 1990-es években szórványos név, a 2000-es években nem szerepel a 100 leggyakoribb férfinév között.

## Névnapok
- május 28.[2]
- június 9.[2]